# آتوبیانکی وای۱۰

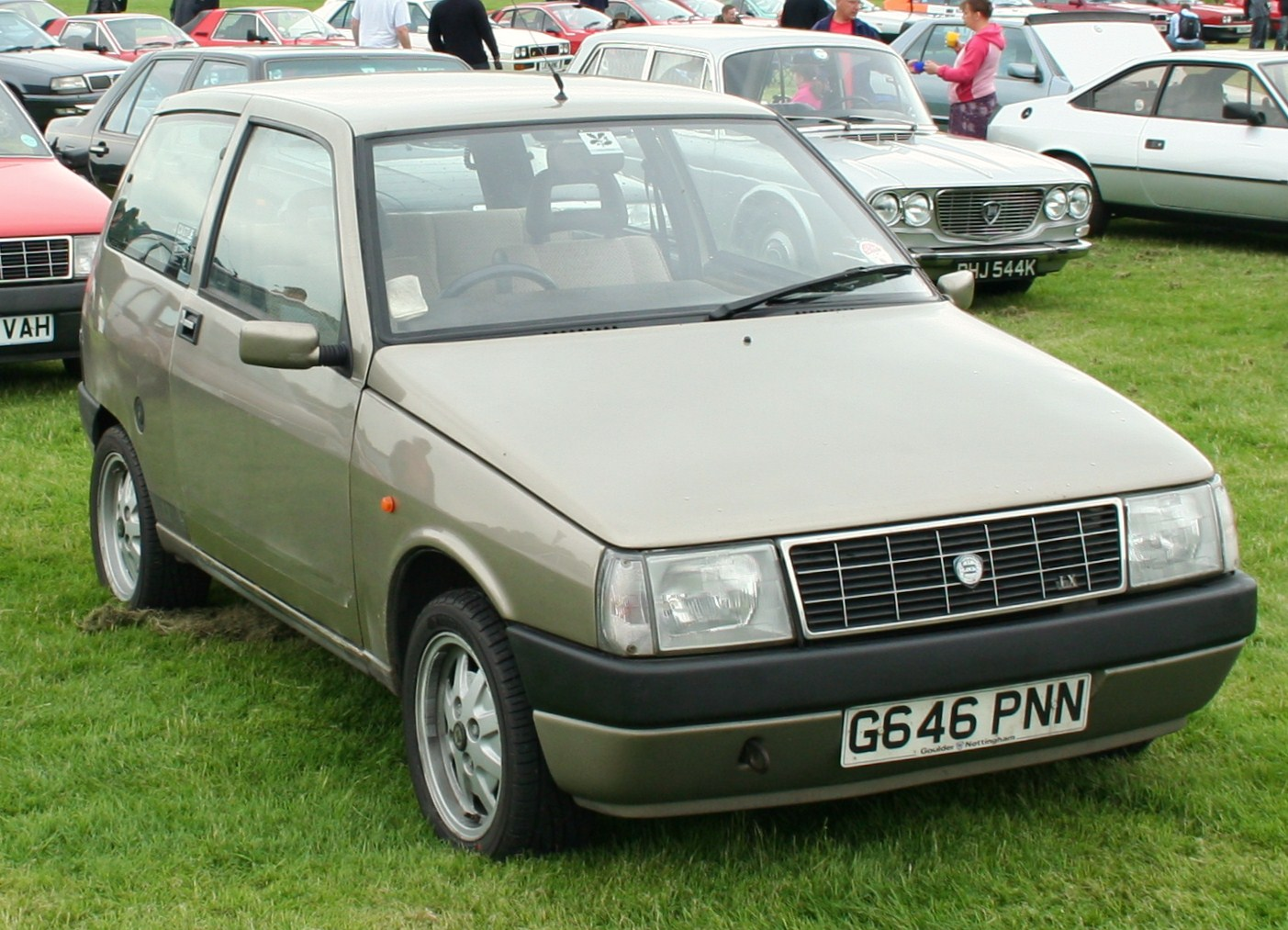

آوتوبیانچی وای۱۰ (به انگلیسی: Autobianchi Y10) خودرویی است که در سال‌های ۱۹۸۵ تا ۱۹۹۶در میلان تولید شده‌است.
این خودرو در کلاس خودرو شهری قرار گرفته، طراحی آن خودروهای موتور جلو-محور جلو، خودرو چهار چرخ محرک بوده است.